# Richer de Reims
Pour les articles homonymes, voir Richer.
Richer de Reims (vers 941–998) est un moine de Saint-Remi de Reims, auteur de Quatre livres d'histoire, une œuvre fondamentale pour connaître les événements concernant les derniers rois carolingiens et les premiers temps des Capétiens.

## Éléments biographiques
Richer, d'après son propre témoignage, est issu d'une famille de l'entourage de Louis IV d'Outremer.
C'est le fils d'un vassal, Raoul, ayant servi le roi Louis IV, puis son épouse, la reine Gerberge de Saxe.
Selon l'historien allemand Georg Heinrich Pertz, le premier à éditer l'œuvre de Richer en 1833, le Rémois entre à l'abbaye Saint-Remi de Reims après 966, année de la mort de Flodoard. D'après lui, si Richer était arrivé plus tôt à Reims, il aurait pu parler avec plus d'intérêt de son contemporain. Mais l'argument semble fragile.  
À partir de 972, il aurait peut-être été l'élève de Gerbert d'Aurillac (le futur pape Sylvestre II), alors écolâtre de l'école épiscopale de Reims. Ce dernier lui demande de rédiger une chronique, qui s'étendra de 888 à 995, prenant ainsi en quelque sorte la suite des annales d'Hincmar. Toutefois, le fait qu'il ait été l'élève de Gerbert reste une question débattue aujourd'hui. Si les différents éditeurs du XIXe et XXe siècles étaient tous persuadés de ce fait, de nouvelles recherches tendent à mettre cette vérité en doute. En effet, Richer connaît bien les cours de Gerbert, mais dans la pratique, il n'emploie pas - ou mal - les leçons transmises par Gerbert. Aurait-il vraiment été son élève, ou se serait-il intéressé aux cours de Gerbert sans être l'un de ses élèves lui-même, les deux hypothèses restent en suspens[pas clair].

## L'œuvre
Intitulée Quatre livres d'histoire (991–998), connus sous le nom d'Histoire, cette chronique n'a été redécouverte qu'en 1833 par Georg Heinrich Pertz dans la bibliothèque d'État de Bamberg, et éclaire les événements relatifs à la chute des Carolingiens, l'avènement des Capétiens, les irruptions normandes de 885 à 888 et à la lutte entre Louis IV d'Outremer et de Lothaire et Hugues le Grand.
Dans cette œuvre, Richer a transposé de nombreux passages des annales de Flodoard parfois mal à propos. Il a également réinventé ou transposé des événements. Bien qu'il faille se méfier de ses récits, les Histoires de Richer sont la meilleure et presque unique source pour étudier le règne d'Hugues Capet.
La lecture de Richer a longtemps été critiquée pour ses erreurs historiques et sa propension à délayer Flodoard de manière maladroite et erronée. Robert Latouche, qui édite son œuvre dans les Classiques de l'Histoire de France au début des années 1930, est par ailleurs très sévère à son égard. Mais de nouvelles recherches, notamment allemandes et anglo-saxonnes, tendent à mettre en lumière les méthodes de Richer. Il s'inspire de modèles romains classiques (Cicéron, Jules César, Salluste, Tite-Live...) et son œuvre est construite sur un modèle rhétorique. C'est aujourd'hui la forme de l'œuvre, plus que le fond, qui intéresse les historiens.

## Réception et influence
Le médiéviste allemand Carlrichard Brühl considère que l'oeuvre de Richer, qui ne s'est transmise que par son seul manuscrit autographe, n'aurait eu, à l'époque médiévale, aucune diffusion et n'aurait, par conséquent, exercé aucune influence.

### Éditions
Historiarum Libri Quatuor :
- éd. Abbé Migne, Patrologie Latine, 138 (Documenta Catholica Omnia) ;
- éd. et trad. A.-M. Poinsignon, Paris, 1855 (Gallica) ;
- éd. et trad. Robert Latouche, Histoire de France (888-995), Paris, Les Belles Lettres « Classiques de l'histoire de France au Moyen Âge », 2 vol., 1930 et 1937, rééd. 1964 et 1967, 2019.  (ISBN 9782251340159)